# Sam Lufkin
Samuel William Lufkin, född 8 maj 1891 i Utah, död 19 februari 1952 i Los Angeles, var en amerikansk skådespelare.
Lufkin medverkade under större delar av sin karriär i flera filmer producerade av Hal Roach, varav flera tillsammans med komikerduon Helan och Halvan i olika biroller. Ungefär samtidigt som Helan och Halvan slutade arbeta Roach slutade även Lufkin.
Lufkin avled i uremi 1952.

## Filmografi (i urval)
- 1923 – Upp genom luften
- 1927 – Kopparslagare
- 1927 – Hatten av för så'na!
- 1927 – Putting Pants on Philip
- 1927 – Här skall fajtas
- 1928 – Lev livet leende
- 1928 – Hem, kära hem
- 1928 – Stor galamiddag
- 1928 – Muntra musikanter
- 1928 – Toffelhjältar på vift
- 1928 – Trötta miljonärer
- 1928 – Helan och Halvan som bildrullar
- 1929 – Leve friheten
- 1929 – Pippi i kvadrat
- 1929 – Helan och Halvan som nygifta
- 1929 – Hjärtligt välkomna
- 1929 – They Go Boom!
- 1929 – Helan och Halvan i stämning
- 1929 – Helan och Halvan på straffarbete
- 1930 – Zigenarkärlek
- 1931 – In igen och ut igen!
- 1931 – Alla tiders hjältar
- 1932 – Två käcka sjömän
- 1932 – Pianoexpressen
- 1932 – Vänligt bemötande
- 1932 – På nattkröken
- 1933 – Följ med oss till Honolulu
- 1934 – Oss tjallare emellan
- 1934 – Hälsokuren
- 1934 – Det var två glada gesäller
- 1934 – Med spöken i lasten
- 1935 – I kronans kläder
- 1936 – Zigenarflickan
- 1936 – Dansen går
- 1936 – Bröder i kvadrat
- 1937 – Vi reser västerut
- 1937 – Stjärna sökes
- 1938 – Glada tyrolare
- 1938 – Skrattar bäst som skrattar sist
- 1939 – Doktorn i dilemma
- 1939 – Vi fara till Sahara
- 1940 – Skandal i Oxford
- 1940 – Raska sjömän, hallå!
- 1942 – Sabotör[5]